# Okamejei leptoura
Okamejei leptoura är en rockeart som beskrevs av Last och Gledhill 2008. Okamejei leptoura ingår i släktet Okamejei och familjen egentliga rockor. IUCN kategoriserar arten globalt som livskraftig. Inga underarter finns listade i Catalogue of Life.